# Василевич Володимир Владиславович
Василевич Володимир Владиславович (* 20 липня 1911, с. Могильниця Стара, тепер Тернопільського району Тернопільскої області — † 28 липня 1962, Адлер) — український хоровий диригент, педагог. Батько Романи і Юрія Василевичів. Заслужений артист УРСР (1956).

## З життєпису
Закінчив Теребовлянську гімназію, вокальний факультет Вищого музичного інституту ім. М. Лисенка у Львові (кл. О. Бандрівської, 1938), юридичний факультет Краківського університету (1939), у 1948 — Львівську консерваторію (клас диригування Миколи Колесси). Від 1939 — хорист, з 1949 — хормейстер (диригент) хорової капели «Трембіта». Від 1949 — викладач (з 1961 — доцент) Львівської консерваторії, керівник її хору. Загинув у авіакатастрофі в м. Адлер. Похований на Личаківському цвинтарі, поле № 4.
У репертуарі — «Радуйся, ниво неполитая» М. Лисенка, «Хустина» Г. Топольницького, «Весна» М. Скорика (перше виконання), «Самсон» Г. Ф. Генделя, «Реквієм» В. А. Моцарта, «Нещасна війна» В. Новака тощо. Поміж учнів: І. Гамкало, І. Жук, О. Кураш. Упорядкував збірник «Хорові твори українських композиторів кінця XIX — поч. XX сторіччя» (К., 1965—73. — Вип. 1—4), куди увійшли малознані твори західно-українських композиторів.
Загинув у авіакатастрофі під Гаграми, похований на 5 полі Личаківського цвинтаря.